# پترا اندرسون
پترا اندرسون (انگلیسی: Petra Andersson؛ زادهٔ ۲۳ اکتبر ۱۹۹۳) بازیکن فوتبال اهل سوئد است.
وی همچنین در تیم ملی فوتبال Sweden U19 بازی کرده‌است.